# Ayano-Maysky (huyện)
Huyện Ayano-Maysky (tiếng Nga: Ая́но-Ма́йский райо́н) là một huyện hành chính tự quản (raion), của Vùng Khabarovsk, Nga. Huyện có diện tích 167121 km². Trung tâm của huyện đóng ở Ayan.